# Joshua Bruneau
Joshua „Josh“ Bruneau (* 23. Juni 1988 in Waterbury Center, Vermont) ist ein US-amerikanischer Jazzmusiker (Trompete, Komposition) des Modern Jazz.

## Leben und Wirken
Bruneau beschäftigte sich in seiner Jugend zunächst mit Baseball, bevor er sich der klassischen Musik zuwandte. Mit zehn Jahren entdeckte er den Jazz und nahm Trompetenunterricht. In dieser Zeit hörte er Aufnahmen von Musikern wie John Coltrane, Sonny Rollins, Dizzy Gillespie und Charlie Parker. Schon in jungen Jahren begann er, eigene Bands zu bilden und vor Ort zu spielen; bald tourte er mit einer lokalen Bigband. Er besuchte die Harwood Union High School in Duxbury, Vermont; im Herbst 2006 begann er ein Studium am Jackie McLean Institute an der University of Hartford. Seine wichtigsten Mentoren waren Nat Reeves und Steve Davis, mit denen er in den folgenden Jahren auch aufnehmen sollte.
Bereits während des Studiums trat Bruneau regelmäßig in New York City in Jazzclubs wie Smoke und Smalls auf. 2011 spielte er mit einem seiner Mentoren, Curtis Fuller, auf dem Detroit Jazz Festival. Ferner trat er mit Harold Mabern, Mike LeDonne, Eric Alexander, Joe Farnsworth, Carl Allen, John Webber, Ken Fowser und Larry Willis auf. 2014 legte Bruneau sein Debütalbum Bright Idea (Cellar Live) vor. Im Bereich des Jazz war er zwischen 2010 und 2018 an neun Aufnahmesessions beteiligt.

## Diskographische Hinweise
- Joshua Bruneau Septet Featuring Steve Davis: Bright Idea (CellarLive, 2014), mit Steve Davis, Ken Fowser, Taber Gable, Andrew Renfroe, Matt Dwonszyk, Jason Tiemann